# Ян Петро Євгенович
Петро Євгенович Ян (рос. Пётр Евгеньевич Ян; (11 лютого 1993 , Дудінка, Красноярський край )) — російський боєць змішаних бойових мистецтв, який виступає під егідою UFC у найлегшій вазі, колишній Чемпіон UFC в найлегшій вазі (з 11 липня 2020 по 6 березня 2021); колишній чемпіон російського ACB (від 2018 року — ACA, Absolute Championship Akhmat) у найлегшій вазі. Путініст, публічно підтримав напад росії на Україну.

## Біографія
Петро народився у 1993 році в місті Дудінка Красноярського краю.
У шостому класі почав займатися тхеквондо, через пів року кинув заняття.
У 12 років почав займатися боксом у місті Дудінка під керівництвом Суржикова Миколи Миколайовича.
Після 9 класу школи переїхав з Красноярського краю в Омськ, де продовжив тренування під керівництвом майстра спорту СРСР з боксу Демченка Юрія Володимировича.
ММА зацікавився, коли спостерігав за тим, як спарингують бійці ММА.
Закінчив Сибірський державний університет фізичної культури та спорту в Омську.
У вересні 2018 року переїхав в Єкатеринбург разом із сім'єю, щоб виступати за клуб «Архангел Михаїл».
22 червня 2020 року Петро Ян вдруге став батьком — у нього народився син Костянтин. Пологи проходили в Таїланді, де мати перебувала із Яном, який був там на зборах.

## Кар'єра в змішаних єдиноборствах

### Absolute Championship Berkut
24 жовтня 2015 року на ACB 24 Ян зустрівся з Мурадом Каламовим і виграв бій одностайним рішенням суддів. Перемога дала Яну можливість битися з Магомедом Магомедовим за пояс чемпіона в найлегшій вазі.
Ян зустрівся з Магомедом Магомедовим 26 березня 2016 на ACB 32. Бій тривав 5 раундів. Програв бій роздільним рішенням суддів.
Після першої поразки у кар'єрі Ян зустрівся з бійцем з Англії Едом Артуром на ACB 41 15 липня 2016 року. Здобув перемогу одностайним рішенням суддів.
30 вересня 2017 на ACB 71 успішно захистив титул чемпіона проти бразильця Матеуса Маттоса. Здобув перемогу нокаутом у третьому раунді.

### Ultimate Fighting Championship
Після першої захисту титулу чемпіона ACB підписав контракт з UFC у січні 2018 року.
Дебютний поєдинок Ян провів проти японця Теруто Ісіхари 23 червня 2018 року на UFC Fight Night 132. Здобув перемогу технічним нокаутом у першому раунді.
15 вересня 2018 року на UFC Fight Night 136 суперником Петра мав був стати 14 номер рейтингу найлегшої ваги Дуглас Сілва ді Андраде, але через травму ноги Андраде не зміг взяти участь у бою, і на заміну бразильцеві вийшов боєць з Кореї Су Джин Сон. На зважуванні Сон не зміг показати потрібну вагу, і був оштрафований на 20 % від свого гонорару на користь Яна. Ян здобув перемогу одностайним рішенням суддів. Став володарем премії «Бій вечора».
29 грудня 2018 року на UFC 232 Яна очікував бразилець Дуглас Сілва ді Андраде, бій з яким раніше не відбувся. Здобув перемогу технічним нокаутом у другому раунді. Кут Андраде зупинив бій через глибоке розсічення у бразильця.
23 лютого 2019 року провів поєдинок проти американця Джона Додсона на UFC Fight Night 145. Здобув перемогу одностайним рішенням суддів.
11 травня 2020 року після заяви Генрі Сехудо про завершення кар'єри в UFC президент організації Дейна Вайт заявив, що титул чемпіона світу в найлегшій вазі стає вакантним, а Ян стає першим претендентом на цей пояс.
28 травня 2020 року президент організації Дейна Вайт заявив, що розробляє титульний бій між Петром Яном і Жозе Алду. 10 червня 2020 року Петро Ян підписав контракт на бій. Поєдинок на «Бійцівському острові» в Абу-Дабі 11 липня завершився перемогою Петра Яна технічним нокаутом: рефері зупинив бій у п'ятому раунді після серії потужних ударів.

## Титули та досягнення

### Змішані єдиноборства
- Ultimate Fighting Championship
  - Володар премії «Бій вечора» (один раз) проти Джин Су Сона[12]
  - Володар премії «Виступ вечора» (один раз) проти Юрайї Фейбер
- MMADNA.nl
  - 2018 «Європейський новачок року»[13]

## Статистика в змішаних єдиноборствах
| Професійна кар'єра бійця |            |           |
| Боїв 17                  | Перемог 15 | Поразок 2 |
| Нокаут                   | 7          | 0         |
| Здача                    | 1          | 0         |
| Рішення суддів           | 7          | 1         |
| Дискваліфікація          | 0          | 1         |

| Результат | Рекорд | Суперник                | Спосіб                              | Турнір                                                               | Дата            | Раунд | Час   | Місце              | Примітки                                                          |
| --------- | ------ | ----------------------- | ----------------------------------- | -------------------------------------------------------------------- | --------------- | ----- | ----- | ------------------ | ----------------------------------------------------------------- |
| Поразка   | 15-2   | Алджамейн Стерлінг      | Диск-ція (заборонений удар коліном) | UFC 259                                                              | 6 березня 2021  | 4     | 4:29  | Лас-Вегас, США     | Бій за титул чемпіона UFC в найлегшій вазі.                       |
| Перемога  | 15-1   | Жозе Алду               | Технічний нокаут (удари)            | UFC 251                                                              | 12 липня 2020   | 5     | 3:24  | Абу-Дабі, ОАЕ      | Бій за титул чемпіона UFC в найлегшій вазі.                       |
| Перемога  | 14-1   | Юрайя Фейбер            | Нокаут (удар ногою в голову)        | UFC 245                                                              | 14 грудня 2019  | 3     | 0: 43 | Лас-Вегас, США     | Виступ вечора.                                                    |
| Перемога  | 13-1   | Джиммі Рівера           | Одностайне рішення                  | UFC 238 — Cejudo vs. Moraes                                          | 8 червня 2019   | 3     | 5: 00 | Чикаго, США        |                                                                   |
| Перемога  | 12-1   | Джон Додсон             | Одностайне рішення                  | UFC Fight Night 145 — Blachowicz vs. Santos                          | 23 лютого 2019  | 3     | 5: 00 | Прага, Чехія       |                                                                   |
| Перемога  | 11-1   | Дуглас Сілва ді Андраді | Технічний нокаут (зупинка лікарем)  | UFC 232 — Jones vs. Gustafsson 2                                     | 29 грудня 2018  | 2     | 5: 00 | Інглвуд, США       |                                                                   |
| Перемога  | 10-1   | Джин Су Сон             | Одностайне рішення                  | UFC Fight Night 136 — Hunt vs. Oleynik                               | 15 вересня 2018 | 3     | 5: 00 | Москва, Росія      | Бій в проміжній вазі 62,1 кг; Сон не зробив вагу. Бій вечора.     |
| Перемога  | 9-1    | Теруто Ісіхара          | Технічний нокаут (удари)            | UFC Fight Night 132 — Cerrone vs. Edwards                            | 23 червня 2018  | 1     | 3: 28 | Сінгапур, Сінгапур | Дебют в UFC.                                                      |
| Перемога  | 8-1    | Матеус Маттос           | Нокаут (удари)                      | ACB 71 — Moscow                                                      | 30 вересня 2017 | 3     | 2: 27 | Москва, Росія      | Захистив титул чемпіона ACB в найлегшій вазі.                     |
| Перемога  | 7-1    | Магомед Магомедов       | Одностайне рішення                  | ACB 57 — Yan vs. Magomedov                                           | 15 квітня 2017  | 5     | 5: 00 | Москва, Росія      | Завоював титул чемпіона ACB в найлегшій вазі.                     |
| Перемога  | 6-1    | Ед Артур                | Одностайне рішення                  | ACB 41 — Path to Triumph                                             | 15 липня 2016   | 3     | 5: 00 | Сочі, Росія        | Бій вечора.                                                       |
| Поразка   | 5-1    | Магомед Магомедов       | Роздільне рішення                   | ACB 32 — Battle of Lions                                             | 26 березня 2016 | 5     | 5: 00 | Москва, Росія      | Бій за титул чемпіона ACB в найлегшій вазі. Бій вечора.           |
| Перемога  | 5-0    | Мурад Калама            | Одностайне рішення                  | ACB 24 — Grand Prix Berkut 2015 Final                                | 24 жовтня 2015  | 3     | 5: 00 | Москва, Росія      | Фінал гран-прі ACB в найлегшій вазі. Виграв гран-прі. Бій вечора. |
| Перемога  | 4-0    | Артур Мірзаханян        | Технічний нокаут (удари)            | Professional Combat Sambo — Russia Cup                               | 5 липня 2015    | 1     | 2: 40 | Омськ, Росія       |                                                                   |
| Перемога  | 3-0    | Харон Орзуміев          | Задушливий прийом (гільйотина)      | ACB 19 — Baltic Challenge                                            | 30 травня 2015  | 1     | 0: 47 | Калінінград, Росія | Півфінал гран-прі ACB в найлегшій вазі.                           |
| Перемога  | 2-0    | Ренато Велам            | Одностайне рішення                  | ACB 14 — Grand Prix 2015                                             | 28 лютого 2015  | 3     | 5: 00 | Грозний, Росія     | Дебют в ACB. Чвертьфінал гран-прі ACB в найлегшій вазі.           |
| Перемога  | 1-0    | Мурад Бакієв            | Нокаут (удар)                       | Irkutsk Pankration Sports center — Baikal Storm 2013 Irkutsk VS Omsk | 20 грудня 2014  | 3     | 0: 45 | Іркутськ, Росія    |                                                                   |

## Особисте життя
Петро Ян одружений Юлії Ян, у пари є двоє синів — Данило і Костянтин